# Riviera Ligure di Ponente (vino)
Il Riviera Ligure di Ponente è una DOC riservata ad alcuni vini la cui produzione è consentita nelle province di Genova, Imperia e Savona.

## Zona di produzione
Oltre alla zona principale sono previste le sottozone "Riviera dei Fiori", "Albenganese", "Finalese", "Quiliano" e "Taggia".

### Zona principale
La zona di produzione delle uve comprende le aree vitate presenti nei seguenti comuni:
- Cosio d'Arroscia, Mendatica Pornassio e Triora1 in provincia di Imperia.
- Alassio, Albenga, Andora, Arnasco, Balestrino, Boissano, Borghetto Santo Spirito, Casanova Lerrone, Castelbianco, Ceriale, Cisano sul Neva, Erli, Garlenda, Laigueglia, Nasino, Onzo, Ortovero, Stellanello, Testico, Vendone, Villanova d'Albenga,  Zuccarello, Balestrino, Boissano, Borgio Verezzi, Finale Ligure, Giustenice, Loano, Magliolo, Noli, Orco Feglino, Pietra Ligure, Rialto, Toirano, Tovo San Giacomo, Vezzi Portio, Spotorno, Bergeggi, Savona, Quiliano, Vado Ligure, Albisola Marina, Albisola Superiore, Stella, Celle Ligure, Varazze, Calice Ligure1 e Castelvecchio di Rocca Barbena1 in provincia di Savona.
- Arenzano e Cogoleto in provincia di Genova.

### Sottozone
- Riviera dei Fiori: l'intero territorio della provincia di Imperia e parte del territorio di Cosio d'Arroscia, Mendatica, Pornassio e Triora1
- Albenganese: Alassio, Albenga, Andora, Arnasco, Casanova Ligure, Castelbianco, Ceriale, Cisano s.N., Erli, Garlenda, Laigueglia, Nasino, Onzo, Ortovero, Stellanello, Testico, Vendone, Villanova d'Albenga, Zuccarello e Castelvecchio di Rocca Barbena1 in provincia di Savona.
- Finalese: Balestrino, Boissano, Borghetto Santo Spirito, Borgio Verezzi, Finale Ligure, Giustenice, Loano, Magliolo, Noli, Orco Feglino, Pietra Ligure, Rialto, Spotorno, Toirano, Tovo San Giacomo, Vezzi Portio e Calice Ligure1 in provincia di Savona.
- Quiliano Granaccia: Savona, Quiliano e Vado Ligure in provincia di Savona.
- Moscato di Taggia (o Moscatello): Taggia, Ceriana, Badalucco, Montaldo Ligure, Carpasio, Molini di Triora, Castellaro, Pompeiana, Terzorio, Sanremo, Riva Ligure, Santo Stefano al Mare, Ospedaletti e Triora1 in provincia di Imperia.

Nota 1: Limitatamente al territorio posto a sud del crinale alpino o appenninico.

## Storia
L'introduzione e la diffusione della vite è storicamente attribuita ai marinai e ai commercianti che dall’alto medioevo hanno introdotto le cultivar da altri territori, che si sono poi localmente selezionate ed adattate, 
Il commercio del vino della riviera ligure è certificato dai documenti relativi alla Repubblica di Genova al commercio via mare con Nizza e Roma in merito all’amministrazione ed al vettovagliamento delle città. 
Documenti del XVII secolo confermano forniture di vino della Riviera ligure per esempio al Ducato di Milano, al Principe di Savoia.
La vocazione viticola ligure si consolida poi nel XVIII secolo e prosegue con un fiorente commercio locale soprattutto verso le città in rapido sviluppo. Alla fine dell’ottocento la coltura dell'olivo e dell’olio ligure sopravanza la coltura viticola
periodo che risale la denominazione “Riviera”, epoca in cui la Liguria è passata sotto la dominazione della casa Savoia ed in cui la riviera di Genova è divenuta Riviera Ligure, acquisendo le menzioni “ponente” e “levante” che ricordano la posizione centrale occupata da Genova. È subito dopo l’unificazione d’Italia, quando la Liguria ha acquisito l’estensione geografica che ha attualmente, senza la zona di Nizza, che il termine “Riviera” si è imposto quale denominazione
corrente della produzione agricola della regione

## Tecniche di produzione
I conduttori dei vigneti iscritti all’albo dei vigneti per la produzione di “Rossese di Dolceacqua” possono effettuare in alternativa rivendicare la produzione del vino “Riviera Ligure di Ponente” - Rossese
Le operazioni devono essere effettuate nell’interno della zona di produzione.
Passito e Passito liquoroso può essere immesso al consumo, solo dopo un invecchiamento, a partire dal primo novembre dell’anno successivo alla vendemmia alle condizionidi cui all’articolo 5.
Le uve devono presentare a fine appassimento un tenore zuccherino minimo di 260 gr/litro.
Per le tipologie Superiore, Moscato, Vendemmia Tardiva e Passito, l’immissione al consumo non può essere effettuata prima del 1° novembre dell’anno successivo a quello della vendemmia. 
Per la tipologia Passito Liquoroso la durata dell’invecchiamento non può essere inferiore a 12 mesi a decorrere dal 1° gennaio dell’anno successivo a quello della vendemmia.
Nell'etichettatura dei vini di cui all'art. 1 l'indicazione dell'annata di produzione delle uve è obbligatoria.
recipienti di vetro ed esclusione del tappo a corona,

## Tipologie

### Granaccia
| uvaggio                        | Cannonau, localmente detto Granaccia |
| titolo alcolometrico minimo    | xx,xx% vol.                          |
| acidità totale minima          | xx g/l.                              |
| estratto secco minimo          | xx,00 g/l                            |
| resa massima di uva per ettaro | xxx q.                               |
| resa massima di uva in vino    | xx %                                 |

### Moscato
| uvaggio                        |             |
| titolo alcolometrico minimo    | xx,xx% vol. |
| acidità totale minima          | xx g/l.     |
| estratto secco minimo          | xx,00 g/l   |
| resa massima di uva per ettaro | xxx q.      |
| resa massima di uva in vino    | xx %        |

### Pigato
| uvaggio                        |              |
| titolo alcolometrico minimo    | 11,00 % vol. |
| acidità totale minima          | xx g/l.      |
| estratto secco minimo          | 16,00 g/l    |
| resa massima di uva per ettaro | 110 q.       |
| resa massima di uva in vino    | 70 %         |

#### Caratteri organolettici
- Aspetto: giallo paglierino più o meno carico.
- Olfatto: intenso, caratteristico, leggermente aromatico.
- Gusto: asciutto, pieno, lievemente amarognolo mandorlato.

### Rossese
| uvaggio                        |             |
| titolo alcolometrico minimo    | xx,xx% vol. |
| acidità totale minima          | xx g/l.     |
| estratto secco minimo          | xx,00 g/l   |
| resa massima di uva per ettaro | xxx q.      |
| resa massima di uva in vino    | xx %        |

### Vermentino
| uvaggio                        |             |
| titolo alcolometrico minimo    | xx,xx% vol. |
| acidità totale minima          | xx g/l.     |
| estratto secco minimo          | xx,00 g/l   |
| resa massima di uva per ettaro | xxx q.      |
| resa massima di uva in vino    | xx %        |